# Tilolalá (álbum de Ramón Torres)
Tilolalá es el décimo álbum de estudio grabado por el cantautor dominicano Ramón Torres y producido por Mártires De León lanzado el 1 de abril de 2022. Este álbum cuenta con 14 temas musicales compuestos por el mismo intérprete que a su vez también fue parte de la composición musical y del sonido de las canciones que forman parte de este álbum. De este nuevo álbum se desprende el sencillo Canto a mi Bandera, cuyo tema musical fue lanzado el 1 de enero de 2021.

## Lista de canciones
| N.º | Título                           | Duración |  |
| 1.  | «Tilolalá»                       | 4:23     |  |
| 2.  | «El Sueño Americano»             | 3:27     |  |
| 3.  | «Caribeño Soy»                   | 2:52     |  |
| 4.  | «Yo Ya Me Voy»                   | 2:41     |  |
| 5.  | «El Aeropuerto»                  | 3:03     |  |
| 6.  | «En Donde Esta»                  | 3:38     |  |
| 7.  | «Si Fuese Una Mujer»             | 3:13     |  |
| 8.  | «Homenaje a Luis Segura»         | 3:03     |  |
| 9.  | «Canto a mi Bandera»             | 2:56     |  |
| 10. | «La Parcerita»                   | 3:13     |  |
| 11. | «Aquí Todo El Mundo Pide»        | 4:27     |  |
| 12. | «Si Algún Día Te Vas De Mi Lado» | 3:23     |  |
| 13. | «Covid-19»                       | 3:15     |  |
| 14. | «Apocalipsis»                    | 3:27     |  |